# Talamantes
Talamantes – gmina w Hiszpanii, w prowincji Saragossa, w Aragonii, o powierzchni 46,94 km². W 2019 roku gmina liczyła 64 mieszkańców.
Znajduje się 83 km od Saragossy i na wysokości 924 metrów u zbiegu wąwozów Valdeherrera i Valdetreviño. Część obszaru miejskiego zajmuje Parque natural del Moncayo.